# 프리드리히 리스트

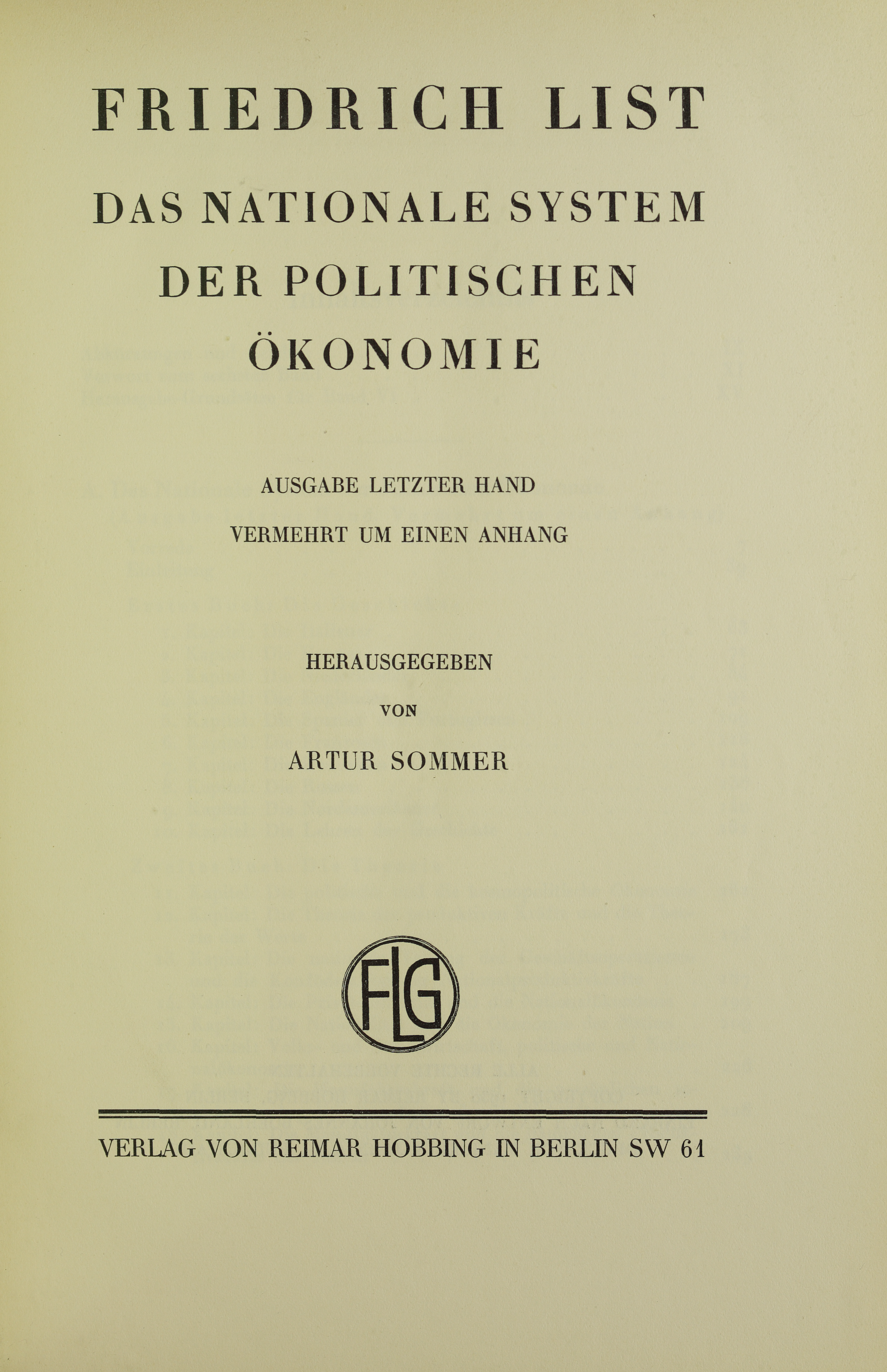
Nationale System der politischen Ökonomie, 1930

게오르크 프리드리히 리스트(Georg Friedrich List, 1789년 8월 6일 ~ 1846년 11월 30일)는 독일의 경제학자이다.
1789년 8월 6일 독일 남부 뷔르템베르크 로이틀링겐에서 출생하였다. 피혁(皮革) 제조업주의 둘째아들로 태어나 독학으로 관리 채용시험에 합격하여 관리가 되었다. 1817년 튀빙겐대학교 행정학 교수가 되었으며, 1819년 뷔르템베르크 헌법 논쟁에 참가하고, 독일 상공업동맹의 지도자로서 활약하였으나 자유주의 사상 때문에 파면되었다. 이어 독일 관세의 정치적·경제적 국가 통일을 위하여 힘을 쏟았으나 그의 진보 입장이 원인이 되어, 1825년 국외 추방의 처벌이 내려져 미국으로 망명하였다. 그래서 그는 영국의 스미스나 리카도의 자유무역을 비판하고 보호무역을 주장했다.
미국에서는 탄광 경영에 성공하였고, 미국 경제의 발전에 대해 C.J.잉거솔의 보호 무역론에 동조하여 《미국 경제학 강요 Outline of American political Economy》(1827)를 저술하였다. 1841년에는 주저 《정치 경제학의 국민적 체계 Das nationale System der politischen Ökonomie》를 출판하였는데, 이것은 선진국 영국에 대항했던 후진국 독일의 산업 자본의 요구를 이론화하고, A.스미스의 강자적 자유주의 경제를 비판한 것이었으며, 후진국을 벗어나기 위한 국민 생산력 이론과 국내 시장 육성을 위한 보호 무역론을 제창하였다. 또한, 경제 발전 단계설을 주장한 일 등으로 구(舊)역사학파 창시자의 한 사람으로서 선구적 구실을 하였다.
귀국 후 철도망의 보급을 통한 국내 시장의 완성을 위해 노력하였고, 영국과 동맹하여 프랑스·러시아 등에 대항하는 정책 구상의 실현에 힘을 쏟았으나, 그의 그러한 경제적 실천의 사상은 현실화하지 못했을 뿐 아니라, 그의 국가 자본 제도 사상의 참뜻을 오해하는 사람까지 생겨, 병고와 실의로 인하여 1846년 11월에 자살하였다. 그 밖의 저서로 《농지 제도론 Die Ackerverfassung, die Zwergwirtschaft und die Auswanderung》(1842)과 유고(遺稿) 《독일인의 정치적·경제적 국민 통일 Die politischeÖkonomische Nationaleinheit der Deutschen》(1845~1846) 등이 있다.

## 같이 보기
- 에이브러햄 링컨
- 경제간섭주의